# آی‌اف‌دی
آی‌اف‌دی (انگلیسی: IFD) شرکت سرمایه‌گذاری روسی است، که در سال ۲۰۰۳ تأسیس شد.